# رافاييل سيلفا دوس سانتوس
رافاييل سيلفا دوس سانتوس (بالبرتغالية: Rafael Feital da Silva‏) هو لاعب كرة قدم برازيلي، ولد في 8 أكتوبر 1990 في فييرا دي سانتانا في البرازيل. لعب مع جمعية بورتوغيزا الرياضية ونادي إيتوانو ونادي جل فيسنتي ونادي فاسكو دا غاما ونادي كروزيرو.

## وصلات خارجية
- رافاييل سيلفا دوس سانتوس على موقع قاعدة بيانات كرة القدم.إي يو (الإنجليزية)
- رافاييل سيلفا دوس سانتوس على موقع Soccerway.com (الإنجليزية)
- رافاييل سيلفا دوس سانتوس على موقع عالم كرة القدم.نت (الإنجليزية)